# ГТД-110

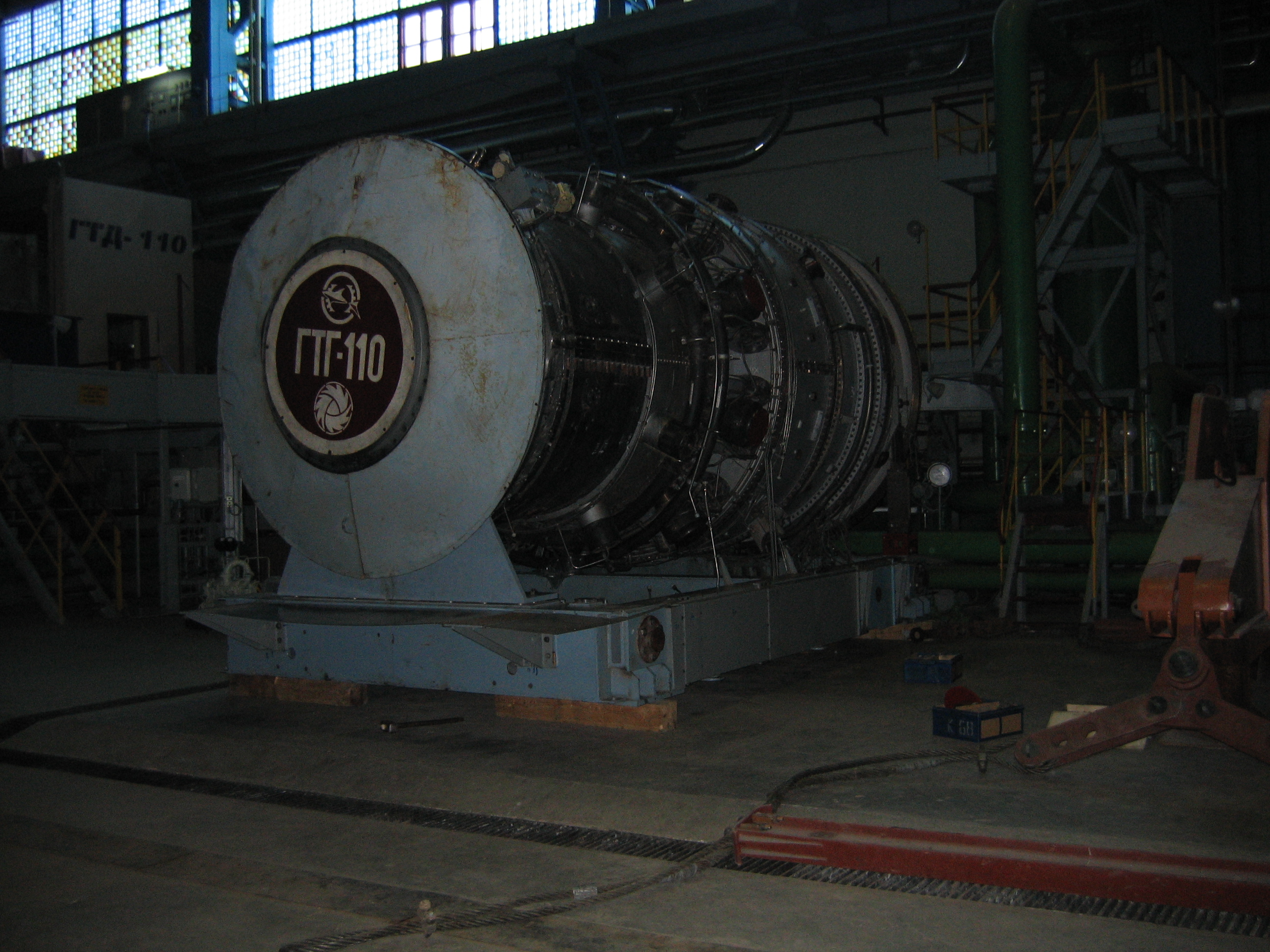
ГТД-100 № 2

ГТД-110 (газотурбинный двигатель в классе мощности 110 МВт) — однороторный турбовальный двигатель используемый в составе газотурбинных и парогазовых энергетических установок ГТЭ-110, ПГУ-165 и ПГУ-325 мощностью 110, 165 и 325 МВт соответственно, для выработки электрической и тепловой энергии, первый производимый на территории России двигатель в классе больших мощностей. Создан в рамках Федеральной целевой программы «Топливо и энергия» в соответствии с требованиями РАО «ЕЭС России» для нужд российской энергосистемы.
Разработка двигателя ГТД-110 осуществлялась ГП НПКГ «Зоря» — «Машпроект» (Украина) в середине 1990-х годов, однако отсутствие опыта в области проектирования турбовальных двигателей в классе больших мощностей привело к значительным трудностям в процессе доводки двигателя до серийных образцов. Тем не менее двигатель был доведён до серийного производства и уверенно производился на Украине до начала 2000-х годов.

## ГТД-110
Для привода электрогенераторов в 1997 году на ГП НПКГ «Зоря» — «Машпроект» создан одновальный двигатель ГТД-110 мощностью 110 МВт и КПД 36 %. Производство двигателя при посредничестве РАО ЕЭС России было передано на ОАО «НПО „Сатурн“», который занимался дальнейшей модернизацией и производством двигателя.

### Разработка

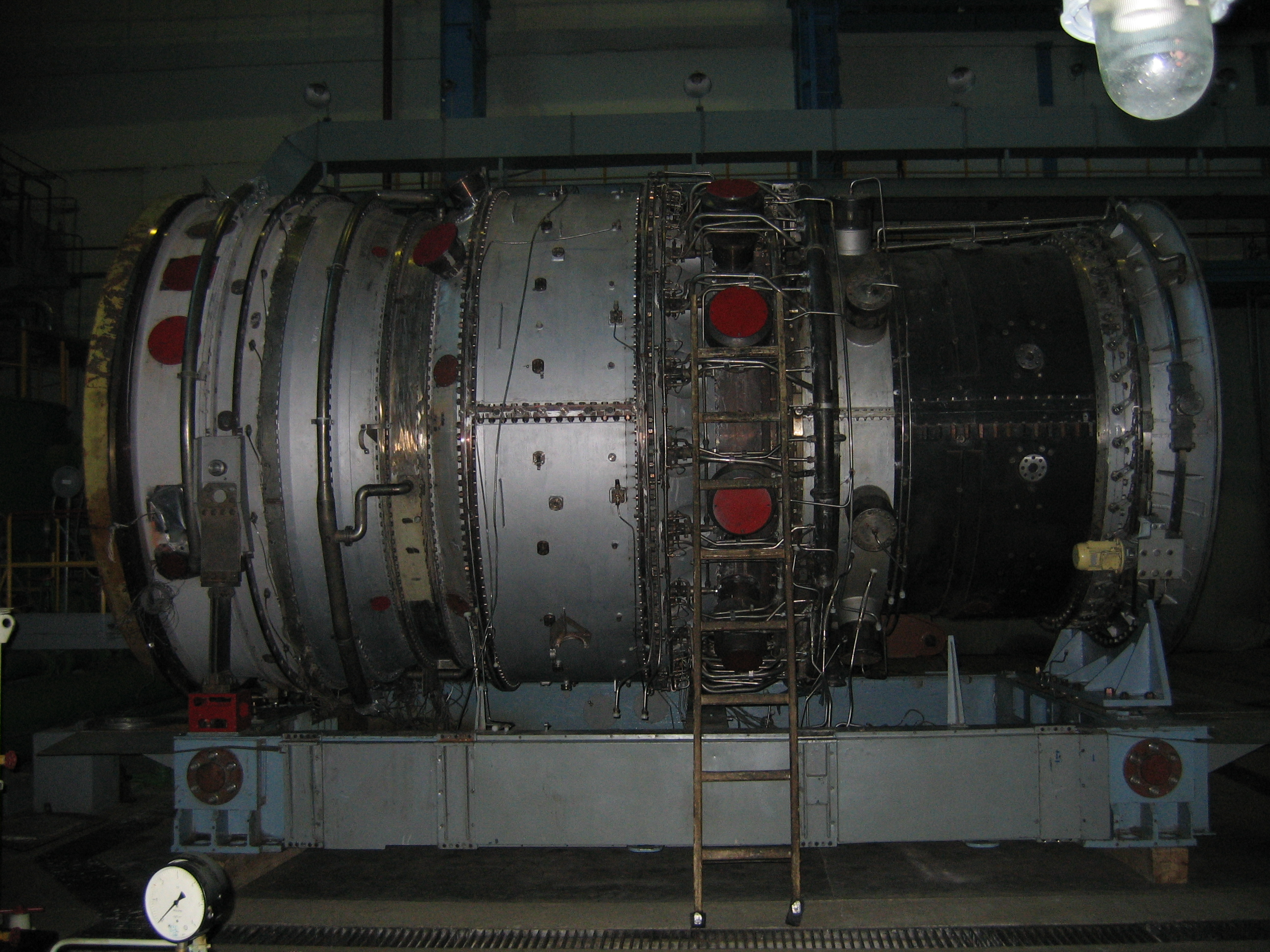
ГТД-100 № 2 (вид сбоку) на территории Ивановской ГРЭС

В 1991—1997 годах на ГП НПКГ «Зоря» — «Машпроект» был разработан и изготовлен турбовальный двигатель ГТД-110 № 1.
В 1997—2000 годах НПО «Сатурн» совместно с «Зоря» — «Машпроект» изготовили ГТД-110 № 2. Были проведены заводские испытания ГТД-110 на газообразном топливе.
В 2001—2003 годах введен в эксплуатацию испытательный стенд ГТЭ-110 на Ивановской ГРЭС. Выполнены приемочные, ресурсные и межведомственные испытания ГТД-110 № 2. В 2003 году подписан акт межведомственных испытаний. ГТД-110 рекомендован к серийному производству.
В 2004 году началась опытно-промышленная эксплуатация электростанции с двигателем ГТД-110 в посёлке Каборга Николаевской области Украины. Однако она проработала совсем недолго и была выведена из эксплуатации.
В апреле 2018 года замминистра министерства энергетики РФ Андрей Черезов на Российском международном энергетическом форуме в Санкт-Петербурге заявил: «Турбину мы делаем со времен РАО. Много времени прошло, ничего мы пока не получили надежного, которое может реально работать».

### Ивановские ПГУ
В 2005 году заключен договор на изготовление и поставку двух ГТД-110 для блока № 1 ПГУ-325 Ивановской ГРЭС.
В 2007 году запущена в эксплуатацию первая очередь ПГУ-325 (блок № 1) в составе ГТД-110 № 2 (временно, до завершения наладочных работ на штатном № 4) и № 3. Были подтверждены параметры ГТЭ-110: генерируемая мощность на клеммах генератора в номинальном режиме — 110 МВт, КПД — 36,6 %. На газовой турбине ГТД-110 № 3 достигнута мощность 118 МВт. В этом же году был заключен договор на изготовление и поставку ГТД-110 № 6, 7 для блока № 2 ПГУ-325.
В 2013 году установленная мощность Ивановских ПГУ снизилась с 483 до 325 МВт.
В 2014 году на Ивановской ГРЭС из эксплуатируемых четырёх двигателей в работе осталась одна.
В 2015 году проведены мероприятия, позволившие на 22 МВт увеличить аттестованную мощность генерирующего оборудования, до 262 г/кВт*ч снизить удельный расход условного топлива на отпуск электрической энергии.
В первом полугодии 2016 года коэффициент использования установленной мощности достиг 45,96 %, прирост к 2015 году составил 4,4 раза.

### Рязанская ГРЭС
10 апреля 2007 года был заключен договор на изготовление и поставку ГТД-110 № 5 для реконструкции Рязанской ГРЭС ОАО «ОГК-6».
В 2009 году изготовлен и отгружен заказчику ГТД-110 № 5. 20 мая 2010 года принят в эксплуатацию в составе ПГУ-420 Рязанской ГРЭС.
18 сентября 2012 года произошла авария; двигатель был остановлен из-за повышения вибрации на обеих подшипниковых опорах — произошёл обрыв рабочей лопатки первой ступени турбины по хвостовому сечению. Стоимость ремонта оценивается в 1 млрд рублей.
24 сентября 2015 года началось судебное разбирательство, продолжавшееся более двух лет, и завершившееся тем, что суд обязал НПО «Сатурн» восстановить работоспособность двигателя.

### Завершение серии
В 2008 году НПО «Сатурн» заключило договор с ОАО «ТГК-6» на поставку шести ГТД-110 и вспомогательного оборудования для строительства трех ПГУ-325 на Нижегородской ГРЭС.
За период эксплуатации ГТД-110 было выявлено множество дефектов, но таких двигателей было выпущено всего пять штук. Например, в среднем по отрасли только шестые-восьмые по счету модификации двигателей начинают выпускать в серию и вводить на объекты, а на ранних исправляют «детские болезни», чем, собственно, в 2010-х годах и занималось НПО «Сатурн».
В 2012 году «Газпром энергохолдинг» сообщил о планах демонтировать двигатели с Рязанской ГРЭС и заменить их импортными. В «Интер РАО» также жаловались на частые поломки своих двигателей и не планировали дальнейшие закупки. Тем не менее, «Объединенная двигателестроительная корпорация», в которую входит НПО «Сатурн», отказываться от проекта не намерена, о чём говорит разработка модификации ГТД-110 — двигателя ГТД-110М.